# Fayez al Sarraj
Fayez al Sarraj  (فائز السراج ; también escrito como Faiez al Sarraj y Faiez al Serraj; Trípoli, 20 de febrero de 1960) es un arquitecto, funcionario y político libio que se desempeñó como presidente del Consejo Presidencial de Libia desde 2016 hasta 2021 y Primer ministro de Libia (2016-2021).

## Biografía
Nació en Trípoli en 1960, en el seno de una familia acaudalada, hijo de Mostafa al-Sarraj, uno de los fundadores del Estado libio en 1951.
Ha sido descrito como un político de línea secular y abiertamente prooccidental. Hijo de Mustafa al-Sarraj (ministro en tiempos del rey Idris de Libia) y doctorado en la Universidad de Trípoli, fue funcionario durante la Jamahiriya, miembro de la Comisión Preparatoria del Diálogo Nacional tras la guerra de Libia de 2011 y candidato a ministro de Vivienda en el gabinete de Ahmed Maetig, el cual nunca llegó a tomar forma. 
Consiguió un escaño en Congreso General de la Nación (CGN) al presentarse de forma independiente  a las elecciones de julio de 2012 (en unas elecciones en las que 80 diputados se elegían por listas de partidos y 120 por candidaturas independientes). Igualmente consiguió escaño en la Cámara de Representantes de Libia en las elecciones de julio de 2014 (en las que solo se pudieron presentar candidaturas independientes).
En 2015, en el contexto de la guerra de Libia de 2014-2016 entre la Cámara de Representantes y el islamista Congreso General Nacional, fue designado como presidente del Consejo Presidencial —un órgano colegiado en el que residiría la soberanía nacional— y candidato a primer ministro de Libia por los representantes de dichos grupos en la Misión de Paz de Naciones Unidas (UNSMIL). Sin embargo, su votación —junto con la del resto de miembros de su propuesto gabinete— se hizo a título personal por los delegados, y la lista de ministros propuestos no llegó a ser ratificada por el parlamento libio, la Cámara de Representantes.

### Presidente
Una facción de cien miembros de la Cámara, no obstante, acusó al presidente de dicho órgano de estar boicoteando la votación al posponerla repetidamente y firmó un documento informal apoyando su nominación. Con esta legitimación interna, el 12 de marzo se declaró el nuevo Gobierno de Acuerdo Nacional y al Sarraj se autoproclamó primer ministro y jefe de Estado. Tras un periodo de gobierno en el exilio en Túnez, desembarcó en Trípoli el 30 de marzo con el apoyo de un sector del Ejército y otros poderes fácticos del país.  
Su soberanía se reconoce a nivel internacional, si bien está disputada en el ámbito doméstico. 
El 16 de septiembre de 2020 anunció que deseaba dejar y traspasar los poderes a un sucesor tras una oleada de protestas populares por la escasez de gas natural, agua potable y combustible y por los cortes diarios del servicio de energía eléctrica.
Tras asumir de 2016 a 2021 los puestos de presidente del Consejo Presidencial del Estado de Libia y de primer ministro, fue sucedido por Abdul Hamid Dbeibé como primer ministro. Participó en el traspaso de poderes el 15 de marzo de 2021 sin incidentes.